# Lee Byrne
Lee Byrne (* 1. Juni 1980 in Bridgend) ist ein ehemaliger walisischer Rugbyspieler. Er war für verschiedene walisische Vereine sowie den französischen Verein ASM Clermont Auvergne und die walisische Nationalmannschaft aktiv. Meist wurde er als Schlussmann eingesetzt, er konnte aber auch als Außendreiviertel spielen.

## Karriere
Byrne spielte bereits während seiner Schulzeit für überregionale Auswahlmannschaften, seine Karriere begann er bei Bridgend Athletic. Nach seinen Engagement beim Tondu RFC wechselte er 2003 zu den Llanelli Scarlets, wo er sich in der Celtic League und dem Heineken Cup durch gute Leistungen für die Nationalmannschaft empfahl. Eine schwere Knieverletzung warf ihn 2004 zunächst etwas zurück. Jedoch wurde er im November 2005, als Wales im Millennium Stadium mit 3:41 gegen die All Blacks verlor, erstmals Teil des Aufgebotes. Beim folgenden Sieg gegen Fidschi und bei der Niederlage gegen Südafrika wurde Byrne ebenfalls eingesetzt.
2006 wechselte er zu den Ospreys, in seiner ersten Saison gelang ihm mit dieser Mannschaft der Gewinn der Celtic League. Trotz dieser erfolgreichen Saison wurde er nicht für den Kader zur Weltmeisterschaft berücksichtigt. Nach der Entlassung von Gareth Jenkins und der Ernennung von Warren Gatland zum neuen Nationaltrainer spielt Byrne wieder eine wichtigere Rolle. Bei den Six Nations 2008 gelang ihm ein Versuch beim Auswärtssieg in England und zwei weitere bei der Partie gegen Italien. Bei diesem Turnier gelang ihm mit Wales der Grand Slam.
Am 21. April 2009 wurde er von Ian McGeechan für die Südafrika-Tour der British and Irish Lions nominiert. Im ersten Spiel der Serie verletzte er sich, sodass er an den beiden abschließenden Spielen nicht teilnehmen konnte.
Auf die Saison 2011/12 hin wechselte Byrne zum französischen Verein ASM Clermont Auvergne, mit dem er 2013 im Finale des European Rugby Champions Cup stand. 2014 wechselte er zurück nach Wales und bestritt in seiner letzten Saison sechs Spiele für die Newport Gwent Dragons. Im April 2015 beendete er aufgrund einer Schulterverletzung seine Karriere.
2017 veröffentlichte Byrne seine Autobiografie The Byrne Identity.